# BMW Schnellbomber I

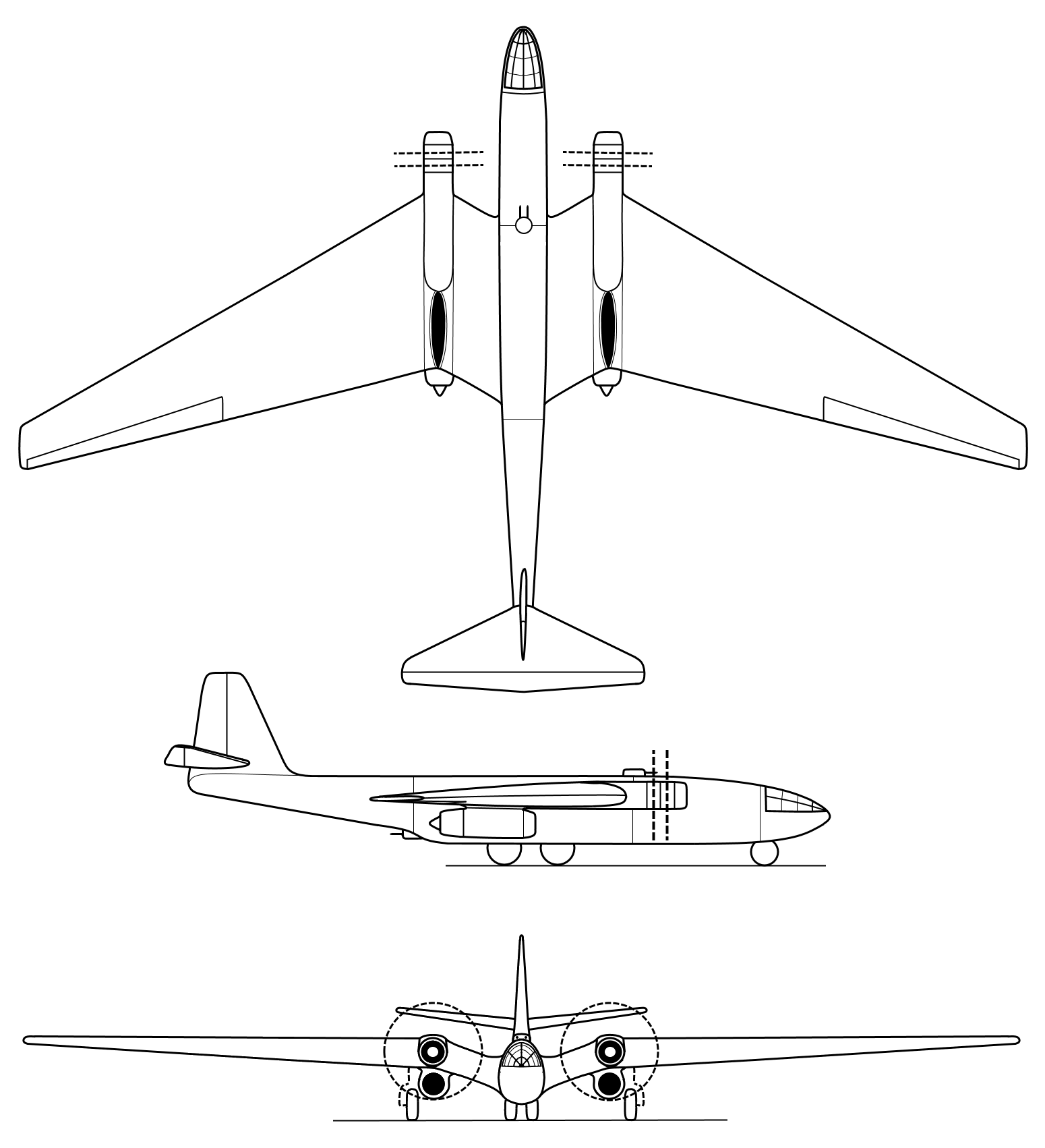
Esquema tridimensional simplificado do Projeto I da BMW Schnellbomber

O BMW Schnellbomber I foi um projecto da BMW para um bombardeiro. O projecto focava-se no alcance e na velocidade. Seria um avião quadrimotor, com dois motores turboélice e dois motores a jato. Teria uma capacidade para transportar 15000 kg de bombas.